# Panagiotis
Panagiotis (en griego: Παναγιώτης) es un nombre de pila masculino griego derivado de un título griego de María, Panagia (Παναγία, «toda santa»). El nombre se pronuncia Panayotis en Grecia y Banayiodis[cita requerida] en Chipre, y a veces se translitera como Panayiotis o se latiniza como Panagiotes.

## Variantes
- Masculinas: Παναγιώτης (Panagiotis[1])
  - Diminutivos: Παναγής (Panagís), Παναγιωτάκης (Panagiotakis),[1] Πάνος (Panos),[1] Τάκης (Takis).[2]
- Femeninas: Παναγιώτα (Panagiota)[1]
  - Diminutivos: Γιώτα (Giota)

## Personas con este nombre
- Panagiotis Doxaras (1662-1729), pintor griego.
- Panagiotis Fasoulas (n. 1963), jugador de baloncesto griego.
- Takis Fyssas (n. 1973), futbolista griego.
- Panagiotis Giannakis (n. 1959), jugador de baloncesto griego.
- Takis Gonias (n. 1971), futbolista griego.
- Panos Kammenos (n. 1965), político griego.
- Panagiotis Kanellopulos (1902-1986), político griego.
- Panagiotis Kone (n. 1987), futbolista albanés nacionalizado griego.
- Panagiotis Lagos (n. 1985), futbolista griego.
- Panagiotis Paraskevopoulos (1874-1956), atleta griego.
- Panagiotis Pikramenos (n. 1945), juez griego y primer ministro de Grecia.
- Panagiotis Pipinelis (1899-1970), diplomático y político griego, primer ministro de Grecia en 1963.
- Panagiotis Pulitsas (1881-1968), juez griego, primer ministro de Grecia en 1946.
- Panagis Tsaldaris (1868-1936), político griego, primer ministro de Grecia.
- Panayiotis Vassilakis (1925-2019), artista y escultor griego.
- Panayiotis Vasilopoulos (n. 1984), jugador de baloncesto griego.
- Panagiotis Kalaesis (n. 1953),  empresario gastronómico y nocturno griego, radicado en Concón, Chile.

## Otros usos
- Panagiotis, un barco hundido en la isla griega de Zakynthos.